# Zbigniew Sienieński (zm. 1567/1568)
Zbigniew Sienieński (ur. ok. 1520 roku – zm. w 1567/1568 roku) – kasztelan sanocki w latach 1511-1560.
Właściciel Rymanowa (dwór w Rymanowie), Wisłoczka, Iwonicza, Klimkówki, Ladzina, Sieniawy, Deszna, Głębokiego, Królika Polskiego. Prowadził handel z Bardejowem. Krzewiciel kalwinizmu a następnie socynianizmu. W 1547 obłożony klątwą biskupią przez bp. Jana Dziaduskiego o zabór kościoła katolickiego w Króliku Polskim oraz zamienienia kościoła na zbór kalwiński. 
Był synem Wiktoryna z Sienna herbu Dębno, kasztelana małogoskiego i Elżbiety Dembińskiej. Jego żoną była Anna Lenko (szlachcianka inflancka).
Jego synem był Jan Sienieński (zm. 1580) – kasztelan halicki, a wnukiem Zbigniew Sienieński (zm. 1633) – kasztelan lubelski i poseł.